# Alphonso Williams

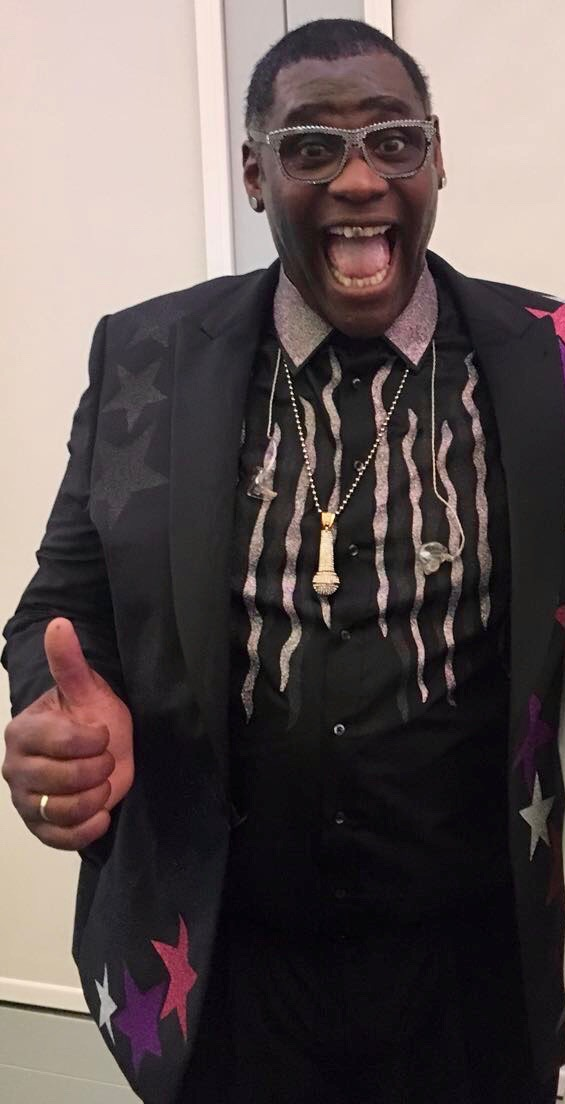
Alphonso Williams (2017)

Alphonso Williams (* 20. Juli 1962 in Detroit; † 12. Oktober 2019 in Hamburg-Eppendorf) war ein US-amerikanischer Soulsänger. Er wurde 2017 Sieger der 14. Staffel der RTL-Castingshow Deutschland sucht den Superstar. Während seiner DSDS-Teilnahme kam er zu dem Künstlernamen Mr. Bling Bling, den er anschließend weiter verwendete.

## Leben
Williams war jüngstes von zwölf Kindern. Sein Vater Archie Williams war ein Baptistenprediger. Bereits als Kind verbrachte Alphonso einen großen Teil seiner Freizeit in der Kirche seines Vaters, wo er früh mit Musik in Berührung kam. Mit seinen Geschwistern sang er im Gospelchor. Nach dem Abschluss an der Highschool begann er eine GI-Laufbahn bei der US-Armee und wurde 1980 nach Garlstedt bei Bremen in die Lucius-D.-Clay-Kaserne versetzt. Seine Dienstzeit endete 1983. Er war verheiratet und Vater von zwei Kindern.

## Karriere
Mit seinem Sohn Raphael, der 1987 in Oldenburg geboren wurde, gründete er das Duo „Father & Son“. Die Plattenfirma Jay Kay Records veröffentlichte 2005 mit dem Duo den Song Footsteps in My Heart. 2008 nahmen sie an Das Supertalent teil. Ab 2014 gingen die beiden musikalisch getrennte Wege. 2012 nahm Alphonso Williams an der Imitatoren-Castingshow My Name Is teil, wo er mit George McCrae dessen Song Rock Your Baby präsentierte.

### DSDS
2017 konnte Williams bei den Castings der 14. Staffel von Deutschland sucht den Superstar die Jury mit Let’s Get it On von Marvin Gaye überzeugen. Obwohl er im Recall in Dubai von der Jury gute Kritiken erhielt, gab RTL einen Tag vor den Live-Shows sein Ausscheiden bekannt. Als auch in der ersten Mottoshow sein Ausscheiden ohne Begründung geblieben war, entwickelte sich in den sozialen Netzwerken ein Shitstorm, der RTL dazu veranlasste, eine Wildcard zu vergeben. Williams gewann das Online-Voting mit 91 Prozent der Stimmen. Am 5. Mai 2017 veröffentlichte er seinen DSDS-Finalsong What Becomes of the Broken Hearted, eine Coverversion des Songs von Jimmy Ruffin. Am 6. Mai 2017 wurde er mit 40,54 % der Anrufe von den Zuschauern zum Sieger der Show gewählt. Das Preisgeld betrug 500.000 Euro. Zusätzlich erhielt er einen Plattenvertrag mit Universal Music.
Mit 54 Jahren war Alphonso Williams der älteste Sieger von Deutschland sucht den Superstar. Mit der 15. Staffel wurde im Folgejahr die Altersobergrenze für Kandidaten wieder auf 30 Jahre herabgesetzt.

### Auftritte bei DSDS
| Runde / Motto (Datum)                                 | Lied                                               | Originalinterpret                                  | Platzierung                                        | Zusammen mit                                       |
| Dubai-Recall                                          |                                                    |                                                    |                                                    |                                                    |
| 1. Runde (4. März 2017)                               | Sein Auftritt wurde in dieser Runde nicht gezeigt. | Sein Auftritt wurde in dieser Runde nicht gezeigt. | Sein Auftritt wurde in dieser Runde nicht gezeigt. | Sein Auftritt wurde in dieser Runde nicht gezeigt. |
| 2. Runde (11. März 2017)                              | You Don’t Know Me                                  | Ray Charles                                        |                                                    | Noah Schärer, Henry van Wijmeren                   |
| 3. Runde (18. März 2017)                              | Bring It On Home to Me                             | Sam Cooke                                          |                                                    | Noah Schärer, Ivanildo Kembel                      |
| 4. Runde (25. März 2017)                              | My Girl                                            | The Temptations                                    |                                                    | Noah Schärer, Armando Sarowny                      |
| 5. Runde (1. April 2017)                              | Soul Man                                           | The Blues Brothers                                 |                                                    | Ivanildo Kembel                                    |
| Mottoshows                                            |                                                    |                                                    |                                                    |                                                    |
| Lieblingssongs (15. April 2017)                       | Car Wash                                           | Rose Royce                                         | 1 (31,48 %)                                        |                                                    |
| Filmhits (22. April 2017)                             | Disco Inferno                                      | The Trammps                                        | 1 (35,66 %)                                        |                                                    |
| Filmhits (22. April 2017)                             | I Can’t Help Myself                                | The Four Tops                                      | 1 (35,66 %)                                        | Noah Schärer                                       |
| Hymnen der Musikgeschichte (29. April 2017)           | I Got You (I Feel Good)                            | James Brown                                        | 1 (34,68 %)                                        |                                                    |
| Einzelsong, Staffelhighlight, Finalsong (6. Mai 2017) | Stop! In the Name of Love                          | The Isley Brothers                                 | 1 (40,54 %)                                        |                                                    |
| Einzelsong, Staffelhighlight, Finalsong (6. Mai 2017) | Disco Inferno                                      | The Trammps                                        | 1 (40,54 %)                                        |                                                    |
| Einzelsong, Staffelhighlight, Finalsong (6. Mai 2017) | What Becomes of the Broken Hearted                 | Alphonso Williams (Original von Jimmy Ruffin)      | 1 (40,54 %)                                        |                                                    |

### Nach DSDS
Im März 2018 veröffentlichte Williams seinen ersten eigenen Song Everything Changes. Im August nahm er an der sechsten Staffel von Promi Big Brother teil und belegte den dritten Platz.
Im November 2018 erschien die Weihnachtssingle Christmas in Our Hearts. Im Dezember absolvierte Williams mehrere Auftritte in Las Vegas; der Produzent John Stuart hatte ihm zwei Monate zuvor entsprechende Shows angeboten.
Im Januar 2019 musste Williams wegen einer Niereninsuffizienz notoperiert werden. Für die zu dem Zeitpunkt erhaltene Unterstützung bedankte er sich mit der Ende Mai 2019 erschienenen Single Thanks for Sending Love. Seine Bühnenrückkehr nach der krankheitsbedingten Pause sowie weitere Karriereschritte in Las Vegas, die im Juni 2019 erfolgten, wurden in der Sat.1-Sendung Promis Privat dokumentiert.
Alphonso Williams starb im Oktober 2019 in Hamburg im Alter von 57 Jahren an Prostatakrebs.
Alphonso Williams wurde in Oldenburg beigesetzt.
Im November 2021 erschien im NIBE-Media-Verlag die postum veröffentlichte Autobiographie Born in the USA.

## Diskografie

### Alben
- 2017: Mr. Bling Bling Classics

### Singles
- 2005: Footsteps in My Heart (als Duo „Father & Son“)
- 2017: What Becomes of the Broken Hearted
- 2018: Everything Changes
- 2018: Christmas in Our Hearts (als „Mr. Bling Bling“)
- 2019: Thanks for Sending Love

## Auftritte
- 2008: Das Supertalent (RTL) – mit seinem Sohn als „Die Williams“
- 2012: My Name Is (RTL II)
- 2013: Mein Nachmittag: Zuhause im Norden! (NDR)
- 2017: Deutschland sucht den Superstar (RTL)
- 2017: Let’s Dance (RTL; musikalischer Auftritt nach DSDS-Sieg)
- 2017: ZDF-Fernsehgarten (ZDF)
- 2018: Promi Big Brother (Sat.1)
- 2019: Promis Privat (Sat.1)